# Syncytium
Ett syncytium (från grekiska σύν (syn) = "tillsamman" + κύτος (kytos) = "låda", d.v.s. "cell") är en flerkärnig cell som bildats genom sammansmältning av enkärniga celler, till skillnad från en cenocyt som är en flerkärnig cell som bildats genom upprepade delningar av kärnan, men utan åtföljande cytokines. Termen kan också avse celler som är förbundna genom speciella membran med "gap junctions", som i hjärtmuskulatur och vissa typer av glatt muskulatur, och som är synkroniserade elektriskt.
Ett annat (korrekt och väletablerat) bruk av ordet syncytium förekommer inom embryologin för att beteckna blastodermala embryoer av evertebrater som exempelvis Drosophila melanogaster.